# Hansen Mountains
Hansen Mountains är ett berg i Antarktis. Det ligger i Östantarktis. Australien gör anspråk på området. Toppen på Hansen Mountains är 2 140 meter över havet.
Terrängen runt Hansen Mountains är platt åt sydost, men åt nordväst är den kuperad. Hansen Mountains är den högsta punkten i trakten. Trakten är obefolkad. Det finns inga samhällen i närheten. 